# Les Nenes del Aguaucho
Les Nenes del Aguaucho van ser cinc noies  republicanes violades i assassinades a Fuentes d'Andalucía al començament de la Guerra civil espanyola.

## Història
El 27 d'agost de 1936, un grup de falangistes van segrestar diverses noies d'entre 16 i 22 anys i les van traslladar en una camioneta a una finca anomenada El Aguaucho.  Allí les van obligar a preparar i servir-los el menjar, les van violar i finalment les van assassinar. Al capvespre, el camió va tornar al poble i va recórrer el carrer principal, ocupat només pels assassins que, borratxos i, a manera de trofeus, portaven "la roba interior de les joves penjada a la punta dels fusells". Les noies van ser assassinades a la Canyada Rosal i, durant anys, s'havia pensat que els cadàvers havien estat llançats en un pou al mig del camp.
Fuentes d'Andalucía va ser un dels pobles on el Cop d'estat del 18 de Juliol va triomfar de manera immediata. No va haver-hi resistència. No obstant això, van ser assassinades 116 persones, 27 d'elles dones, fruit de la repressió franquista.

## Les Nenes
- María Jesús Caro González, de 18 anys d'edat i soltera.[7]
- Coral García Lora, de 16 anys.[7]
- Josefa García Lora de 18 anys d'edat.[7]
- María León Becerril de 22 anys i soltera.[7]
- Joaquina Lora Muñoz, de 18 anys i soltera.[7]

## Memòria històrica
Al novembre de 2024 es va informar que s'havien localitzat les seves restes a la finca anomenada El Aguaucho, situada en la N-4, a un quilòmetre de l'encreuament de Fuentes d'Andalucía amb La Campana. Les restes partanyien a diverses persones que havien sigut assassinades entre el 17 i el 27 d'agost de 1936. Entre elles es van classificar almenys nou dones, cinc menors de 20 anys, juntament amb set homes, quatre d'ells joves, veíns de Fuentes, la mort dels quals va ser registrada el 29 d'agost de 1936. Les despulles van aparèixer durant la quarta fase del projecte de Memòria Democràtica, en l'excavació de les fosses comunes de l'antic cementiri de la Canyada Rosal.

## Reconeixements
- El 2011 va néixer el projecte teatral Romance del Aguaucho de Jesús Pérez, Carlos Martín i Juan Morillo, rememorant aquells fets.[8][9]
- Al poble de Fuentes d'Andalucía hi ha un monument en memòria de les víctimes que forma part dels enclavaments de la Memòria Històrica d'Andalusia catalogats per la Junta.[5] Mitjançant subscripció popular, es va erigir una estàtua de ferro forjat, creada per Paco Parra, que simula un pou invertit amb un grup de coloms, que va ser inaugurada el 2013.[7][10]
- José Luis Tirado va realitzar el 2011 el documental "Fuentes de la memoria" que recull els fets de l'assassinat de les noies del Aguaucho, amb testimoniatges d'alguns veïns de Fuentes d'Andalucía.[11]